# Charles Hewett
Charles Noyes Hewett (24 de setembro de 1929 – 26 de julho de 2024) foi um ex-ciclista olímpico estadunidense. Representou sua nação nos Jogos Olímpicos de Verão de 1960.